# Corps du renseignement canadien
 (novembre 2022).
La mise en forme du texte ne suit pas les recommandations de Wikipédia : il faut le « wikifier ».
Les points d'amélioration suivants sont les cas les plus fréquents. Le détail des points à revoir est peut-être précisé sur la page de discussion.
- Les titres sont pré-formatés par le logiciel. Ils ne sont ni en capitales, ni en gras.
- Le texte ne doit pas être écrit en capitales (les noms de famille non plus), ni en gras, ni en italique, ni en « petit »…
- Le gras n'est utilisé que pour surligner le titre de l'article dans l'introduction, une seule fois.
- L'italique est rarement utilisé : mots en langue étrangère, titres d'œuvres, noms de bateaux, etc.
- Les citations ne sont pas en italique mais en corps de texte normal. Elles sont entourées par des guillemets français : « et ».
- Les listes à puces sont à éviter, des paragraphes rédigés étant largement préférés. Les tableaux sont à réserver à la présentation de données structurées (résultats, etc.).
- Les appels de note de bas de page (petits chiffres en exposant, introduits par l'outil «  Source ») sont à placer entre la fin de phrase et le point final[comme ça].
- Les liens internes (vers d'autres articles de Wikipédia) sont à choisir avec parcimonie. Créez des liens vers des articles approfondissant le sujet. Les termes génériques sans rapport avec le sujet sont à éviter, ainsi que les répétitions de liens vers un même terme.
- Les liens externes sont à placer uniquement dans une section « Liens externes », à la fin de l'article. Ces liens sont à choisir avec parcimonie suivant les règles définies. Si un lien sert de source à l'article, son insertion dans le texte est à faire par les notes de bas de page.
- La présentation des références doit suivre les conventions bibliographiques. Il est recommandé d'utiliser les modèles {{Ouvrage}}, {{Chapitre}}, {{Article}}, {{Lien web}} et/ou {{Bibliographie}}. Le mode d'édition visuel peut mettre en forme automatiquement les références.
- Insérer une infobox (cadre d'informations à droite) n'est pas obligatoire pour parachever la mise en page.

Pour une aide détaillée, merci de consulter Aide:Wikification.
Si vous pensez que ces points ont été résolus, vous pouvez retirer ce bandeau et améliorer la mise en forme d'un autre article.
Le Corps du renseignement canadien (C Rens C) est l'une composante de la Branche du renseignement des Forces armées canadiennes, Avant l' unification des Forces canadiennes en 1968, il s'agissait d'un corps administratif de l'Armée canadienne. Le corps a été démis de ses fonctions et intégré à la nouvelle branche de la sécurité en 1968. La branche du renseignement a été séparée de la branche de la sécurité en 1981. En 2017, le titre C Rens C a été rétabli pour les membres de l'armée de la branche du renseignement.

## Histoire
De nombreux canadiens étaient actifs dans le renseignement militaire dès 1939. Le major John P. Page à Ottawa a été chargé d'évaluer le renseignement et d'envisager comment promouvoir l'idée que l'Armée canadienne devrait former son propre Corps du renseignement canadien (C Rens C). Ses propositions ont d'abord été refusées ou mises de côté et ce n'est que le 29 octobre 1942 que le Canadian Army Intelligence a été officiellement reconnu comme un corps.
Les éléments initiaux du Corps du renseignement comprenaient les sections du renseignement au QG de la Première Armée canadienne, 1er Corps canadien ; les 1re, 2e et 3e Divisions d'infanterie, 5e Division blindée ; les Sections spéciales sans fil canadiennes n° 1 et n° 2 ; et de sept unités de campagne de sections de sécurité. D'autres unités de terrain étaient en service au Canada, comme les sections du renseignement de sécurité dans les districts.
Avec la formation de la Première Armée canadienne en Europe le 6 avril 1942 et du 2e Corps canadien le 14 janvier 1943, du personnel supplémentaire du renseignement était nécessaire et, en temps voulu, ajouté à l'effectif militaire canadien. Les tâches de l'état-major du renseignement ont également continué de s'étendre, après être devenu le centre d'échange pour tous les cas d'habilitation de sécurité initiés au Canada et faisant l'objet d'une enquête en Grande-Bretagne.
Pour faciliter la coopération tout au long de la période des hostilités, le personnel du Corps canadien du renseignement faisait partie de l'état-major de l'Armée canadienne à Washington et travaillait en étroite collaboration avec l'état-major du renseignement du département de la guerre des États-Unis. Ils étaient pour la plupart des linguistes, maîtrisant l'allemand, le japonais et de nombreuses autres langues étrangères.
Les états-majors du renseignement naval et aérien du Canada étaient également occupés à combattre pendant la guerre. Les officiers du renseignement naval canadien ont étudié les télécommunications navales allemandes, échangeant jusqu'en 1943, par exemple, un rapport quotidien sur la situation des sous-marins.. Des renseignements spéciaux du Royaume-Uni ont également été fournis à Ottawa et à Washington. Le niveau de coopération entre les trois nations et leurs organisations de renseignement naval était extrêmement étroit et les officiers américains et canadiens ont rendu visite à l'officier supérieur du renseignement naval britannique. Les trois nations ont promulgué les informations traitées aux navires et aux commandements dans leur zone de contrôle. Le Royaume-Uni a noté que l'intégration formelle des états-majors des trois pays n'était jamais nécessaire, car l'organisation anglo-américaine travaillait de concert contre la menace des U-boot.
Tout au long de la guerre, des messages radio étrangers ont été interceptés par les stations de l'Armée canadienne, de la Marine royale canadienne (MRC), de l'Aviation royale canadienne (ARC) et de la division radio du ministère des Transports, situées dans des endroits comme Forest (et plus tard Winnipeg au Manitoba) et, Point Grey en Colombie-Britannique. Après l'effondrement de la France en 1940, la MRC a continué à surveiller les fréquences navales françaises à la demande de la Grande-Bretagne afin de déterminer le sort de la flotte française. Les communications allemandes interceptées par les canadiens aidèrent également les Britanniques à monter leur attaque réussie contre le célèbre croiseur de bataille "Bismarck en mai 1941.
En mai 1943, en plus de recevoir les résumés du renseignement délivrés par l'Amirauté à Whitehall aux commandements navals au pays et à l'étranger, la salle de suivi (interception radio) à Ottawa a commencé à recevoir une série complète de décryptages Enigma. Les résultats ont été tels que les stations d'interception canadiennes et les organisations de radiogoniométrie ont apporté une contribution indispensable au réseau SIGINT allié de l'Atlantique Nord.
Les états-majors du renseignement des première et deuxième divisions d'infanterie canadiennes en Angleterre et d'autres membres du C Rens C nouvellement intronisés dans le théâtre ont continué d'être envoyés dans les écoles britanniques du renseignement pour une formation avancée. À la fin de leurs cours, ils ont été affectés aux états-majors du renseignement de certaines des formations britanniques les plus expérimentées, tandis que des officiers du renseignement britanniques occupaient temporairement leur place dans l'armée canadienne. Au fur et à mesure que les canadiens devenaient plus compétents, ils remplaçaient graduellement leurs collègues britanniques en poste. En 1943, la plupart des postes de renseignement dans la Première Armée canadienne étaient occupés par du personnel canadien. Il y avait une école de renseignement de guerre où des cours étaient donnés aux officiers qui étaient sélectionnés pour des fonctions de renseignement au Canada.
Le personnel du C Rens C a été inclus dans les organisations de la  1re Division canadienne et de la 1re Brigade blindée canadienne. Ce sont les premières formations canadiennes à se lancer dans une campagne régulière pendant la guerre depuis le débarquement en Sicile en 1943  et à travers les combats en Sicile et en Italie. Peu de temps après, le Corps canadien est allé en Italie et a pris part aux combats là-bas  avec la 5e division blindée canadienne. D'autres victimes du C Rens C ont été ajoutées dans le théâtre méditerranéen. Les opérations de renseignement se sont poursuivies dans ce théâtre jusqu'à ce que toute la Force méditerranéenne canadienne se soit déplacée en Belgique en 1945, puis soit retournée en action en Hollande.
À Londres, des officiers d'état-major du Canadian Intelligence Corps faisaient partie du groupe qui assistait l'état-major de planification de la Première Armée canadienne. Ils ont étudié le rôle que les Canadiens devaient jouer et ont aidé à rassembler de volumineuses quantités de renseignements, qui ont afflué à Londres de toutes les sources imaginables. Ces informations ont été soigneusement triées, examinées, analysées et, si elles sont corroborées par des informations similaires fournies par d'autres sources reconnues, ont été enregistrées et transmises à la Direction des opérations de l'état-major de la planification pour déterminer l'effet que les données pourraient avoir sur le plan global. Les innombrables sources et agences comprenaient des réfugiés des pays occupés par l'Axe, des membres de divers groupes de résistances, du personnel allié largué par voie aérienne dans des pays détenus par l'ennemi, des raids aériens photographies, journaux neutres, censure du courrier, reconnaissance aérienne, interception des émissions de radio sans fil ennemies et d'innombrables autres. Tous ces efforts étaient dirigés vers le seul objectif d'en savoir le plus possible sur l'ennemi, le temps et le terrain que rencontreraient les forces alliées assaillantes. Détails concernant la force des troupes allemandes, leurs défenses, leurs armements, les systèmes administratifs et d'approvisionnement, les forces générales, les dispositions, l'état de moral, la capacité de combat, les études de personnalité concernant les caractéristiques des commandants ennemis, l'état de préparation militaire allemand et les capacités de renforcement.
Pendant toute cette activité de planification au niveau de l'état-major, la formation du personnel du renseignement dans des formations et des unités de terrain s'est poursuivie sans relâche. L'état-major du Corps du renseignement a consacré beaucoup de temps et d'efforts pendant la période précédant l'invasion à mener une étude de fond massive sur l'organisation de l'armée allemande, ses armes, ses tactiques, son équipement, son administration civile et l'organisation du Parti, la langue, le pays et ses personnes. Tout ce qui était considéré comme utile pour achever la préparation des plans d'invasion a été mis en œuvre. L'intensité avec laquelle cette préparation a été entreprise a porté ses fruits, comme en témoigne la surprise tactique qu'a procurée l'assaut proprement dit. Au cours d'un interrogatoire après la bataille, le maréchal général Gerd von Rundstedt, le commandant en chef du groupe d'armées allemand Ouest lors de l'invasion de la Normandie, a révélé que bien qu'il s'attendait à ce que l'invasion se produise quotidiennement à partir de mars 1944, il n'avait pas été prêts à s'opposer aux débarquements là où ils ont effectivement eu lieu.
De nombreux membres du C Rens C sont allés en Europe avec la 3e Division d'infanterie canadienne  sous le 1er Corps britannique  lorsqu'elle a débarqué en Normandie le jour J. Par la suite, d'autres membres du personnel du renseignement du 2e Corps canadien participèrent aux opérations à Caen alors qu'ils étaient sous le commandement de la 2e armée britannique. À partir du 23 juillet 1944, des états-majors supérieurs du C Int C travaillaient au « quartier général de la Première Armée canadienne, qui commandait à l'époque des corps britanniques et canadiens composés d'une grande variété de forces alliées ».
La coordination du renseignement et la transmission d'informations entre les formations britanniques et canadiennes se sont déroulées avec succès à tous les niveaux de commandement. Il était essentiellement uniforme sur les questions de fond car le renseignement de la huitième armée et du 21e groupe d'armées était inspiré par la direction du brigadier ET Williams, officier en chef du renseignement du maréchal Montgomery en Afrique, en Sicile, en Italie et en Europe du Nord-Ouest.
L'organisation du renseignement au sein de la Première Armée canadienne était centralisée. Il n'avait aucun lien direct avec le directeur du renseignement militaire au Canada. À plusieurs reprises pendant la guerre, le QG de la Première Armée canadienne a reçu la visite du directeur du renseignement militaire et d'autres officiers du Canada, mais ils n'exerçaient aucun contrôle sur le renseignement opérationnel au sein de l'armée, qui relevait entièrement du 21e groupe d'armées et des officiers d'état-major du renseignement à divers niveaux. .

## 1942, Formation du Corps du renseignement canadien
Le ministère de la Défense nationale (Armée), a émis un ordre le 6 novembre 1942, autorisant, à compter du 29 octobre 1942, la formation d'un Corps canadien du renseignement.
Le partage du renseignement entre le Canada et les États-Unis est devenu une nécessité pratique au niveau tactique. Dans la 1er détachement du service spécial combinée Canada-États-Unis de la taille d'une brigade, qui opérait à Kiska et en Italie par exemple, l'officier du renseignement de l'unité était le major RD Burhans, un Américain, tout au long du service de l'unité pendant la Seconde Guerre mondiale. Le capitaine Robert D. Burhans avait travaillé dans la section du renseignement de l'armée à Washington avant d'être promu et de devenir le G2 de la 1re force de service spécial  en juillet 1942. Son assistant du renseignement était le lieutenant Finn Roll, également américain.

## 1944-1945, Renseignements de l'Armée canadienne en Europe du Nord-Ouest
Une fois l'Armée canadienne établie en France , le personnel du Corps du renseignement a fait bon usage des principes qu'ils  appris en Angleterre, en Afrique du Nord, en Sicile et en Italie. Ils ont obtenu des résultats efficaces lors de la traversée de la Belgique et de la Hollande méridionale en décembre 1944 par l'Armée canadienne, puis en Allemagne en 1945.
Au fur et à mesure que les armées alliées avançaient vers l'est à travers la France, des groupes d'agents ennemis restés ont été rapidement débusqués de leurs lieux de dissimulation et, s'ils étaient de nationalité française, remis aux Français pour examen et procès. Des caches d'explosifs qui avaient été préparées et stockées ou mises en place pour détruire des points clés, des installations, des infrastructures, du personnel et de l'équipement, ont été récupérées dans des voûtes de stockage souterraines et rendues inoffensives. Ces efforts étaient si efficaces que les cas de sabotage étaient rares et isolés. D'autres branches du renseignement étaient également actives.
Le personnel et le matériel ennemis capturés ont été soumis à une recherche approfondie, un examen et un interrogatoire afin de fournir une base de données à jour qui suivait le rythme de l'ordre de bataille ennemi en constante évolution et des améliorations des armes et de l'équipement. Les messages radio allemands ont été interceptés et décodés. Le renseignement glané par les états-majors du C Rens C a permis d'obtenir une indication précise des changements dans l'identité des formations ennemies qui leur faisaient face. Ces indications étaient étayées par toutes les sources et agences disponibles, y compris les rapports de débriefing fournis par les patrouilles de reconnaissance canadiennes, les pilotes de reconnaissance aérienne tactique, les photographies aériennes, ainsi que les documents capturés  et l'équipement ennemi . La section canadienne spéciale sans fil n ° 2, par exemple, a opéré à partir d'un camion Bedford sous le commandement du major RS Grant alors qu'elle se frayait un chemin vers et en Allemagne. Toutes les informations collectées ont été soigneusement traitées et examinées pour des informations utiles, puis diffusées aux décideurs pour une orientation ultérieure à l'aide du processus du cycle du renseignement.
La seule occasion où l'Armée canadienne s'est retrouvée sur la défensive est survenue en décembre 1944. Lorsque les Allemands lancent une offensive dans les Ardennes, dans le but de s'emparer de la Meuse et de prendre Liège pour empêcher les Alliés de monter une attaque dans le secteur d'Aix-la-Chapelle. Dispersés le long de la Basse-Meuse, de Nimègue à l'est jusqu'à l'île de Walcheren à l'ouest, des éléments de l'armée canadienne sont déployés pour protéger le flanc nord des Alliés. La menace d'attaque de ce quartier est devenue plus apparente d'heure en heure, comme en témoignent les rapports parvenus au renseignement canadien. L'activité ennemie le long de la rive nord de la Basse-Meuse impliquait un mouvement massif de formations, l'érection de sites de rafting et de barges, et un grand nombre d'emplacements de canons récemment positionnés étaient des indications claires pour le renseignement qu'une attaque de cette direction, combinée à celle déjà en cours. progrès dans les Ardennes, était imminent. En conséquence, des formations des unités canadiennes ont été redéployées pour faire face à l'attaque, qui s'est révélée plus tard avoir été dirigée contre Anvers mais annulée en raison de l'échec des forces allemandes dans les Ardennes à atteindre leurs objectifs.
Après la défaite des armées allemandes, le personnel du C Rens C est resté en Allemagne pour aider à la liquidation des services de renseignement allemands, à la dissolution du parti nazi dans toutes ses manifestations et à la dénazification des institutions allemandes. Une activité similaire a eu lieu en Hollande où d'importantes forces allemandes qui tentaient de fuir vers l'Allemagne avait été interrompue par les Canadiens ont été filtrées. Ceux dont les noms figuraient sur des listes spécialement préparées ont été arrêtés et détenus pour être jugés."
La coopération avec les agences américaines et britanniques s'est déroulée sous de nombreuses formes et comprenait la lutte contre la menace de guerre biologique. Selon le colonel de l'armée américaine Murray Sanders (en), un bactériologiste hautement qualifié du US Chemical Warfare Service (CWS) dans le Maryland, "la coopération avec la Grande-Bretagne et le Canada, le partage des découvertes et des conjectures était total nous étions plus prudents avec les Français et nous n'avons rien dit aux Soviétiques."
À la fin de la guerre, le Corps du renseignement comptait plusieurs centaines d'hommes et son personnel était dispersé dans le monde entier. Beaucoup de ses membres avaient été détachés auprès d'organisations britanniques et américaines et étaient employés dans une grande variété d'activités, y compris des opérations clandestines en Europe et en Asie. Les spécialistes du Corps du renseignement canadien ont également participé aux interrogatoires et à la recherche de documents pendant et après la reddition du Japon.
Les contributions du Corps du renseignement à la sécurité du Canada n'ont toutefois pas cessé avec la fin de la Seconde Guerre mondiale. Après la guerre et la fusion en 1968, le corps est devenu une partie de la nouvelle branche de la sécurité des Forces canadiennes et s'est impliqué dans le renseignement sur les transmissions.

## Alliés
Le Corps est allié avec l'Intelligence Corps de l'armée britannique. Le Corps entretient également des relations étroites avec les autres Corps du renseignement du Commonwealth, en particulier la Nouvelle-Zélande et l'Australie, ainsi qu'avec ceux des États-Unis d'Amérique.
1. ↑  The Regiments and Corps of the Canadian Army (Queen's Printer, 1964)
2. ↑  Government of Canada, « Article | Canadian Intelligence Corps name reinstated », www.army-armee.forces.gc.ca, 27 octobre 2017 (consulté le 24 avril 2019)

- Hahn, Major JE The Intelligence Service Within the Canadian Corps 1914-1918 Macmillan, Toronto, 1930.
- Harold Skarup, Out of Darkness, Light: A History Of Canadian Military Intelligence - Volume 1: From Pre Confederation to 1982, iUniverse, 2006. Il y a aussi le tome 2, 1983-1997, et le tome 3, 1998-2005.